# Lista över offentlig konst i Vallentuna kommun
Lista över offentlig konst i Vallentuna kommun är en ofullständig förteckning över utomhusplacerad offentlig konst i Vallentuna kommun.
| Titel                     | Konstnär(er)             | Årtal | Beskrivning                     | Typ - material                        | Plats Koordinater                                         | Bild     |
| ------------------------- | ------------------------ | ----- | ------------------------------- | ------------------------------------- | --------------------------------------------------------- | -------- |
| Okänd titel               | Bitte Jonason Åkerlund   | 1981  | kattunge                        | Skulptur - brons                      | Ormstaskolan, utanför särskolans entré koordinater saknas |          |
| Okänd titel               | Eric Elfvén              | 1952  | abstrakt motiv, katt och fiskar | Muralmålning - delvis al fresco       | Hjälstaskolans fasad, aulans gavel koordinater saknas     |          |
| Är du prins i någon saga? | Berit Lindfeldt          | 2007  |                                 | Skulptur - brons                      | Bällstabergs torg 59.5106, 18.0765                        |          |
| In vitro                  | Kristoffer Zetterstrand  | 2012  |                                 | Blyinfattat färgat glas och printglas | Vallentuna Kulturhus och Bibliotek koordinater saknas     |          |
| Tereuma                   | Cecilia Ömalm Krajcikova | 2012  |                                 | Skulptur - vit betong med marmorkross | Kulturhusparken koordinater saknas                        |          |
| Mor och barn              | Axel Wallenberg          |       |                                 | Skulptur - brons                      | Norrgårdens bostadsområde 59.5376, 18.0675                |          |
| Fåglarna                  | Axel Wallenberg          |       |                                 | Skulptur                              | Sörgårdens torg koordinater saknas                        | Fåglarna |